# Aérodrome d'Amboise - Dierre
L’aérodrome d’Amboise - Dierre (code OACI : LFEF) est un aérodrome civil, ouvert à la circulation aérienne publique (CAP), situé sur la commune de Dierre à 8,5 km au sud-sud-ouest d’Amboise en Indre-et-Loire (région Centre-Val de Loire, France).
Il est utilisé pour la pratique d’activités de loisirs et de tourisme (aviation légère et hélicoptère).

## Installations
L’aérodrome dispose de deux pistes orientées est-ouest (10/28) :
- une piste bitumée longue de 700 mètres et large de 25. Elle est dotée d’un balisage diurne et nocturne (feux basse intensité) ;
- une piste en herbe longue de 700 mètres et large de 60.

L’aérodrome n’est pas contrôlé. Les communications s’effectuent en auto-information sur la fréquence de 118,775 MHz. Il est agréé avec limitations pour le vol à vue (VFR) de nuit.
S’y ajoutent :
- des aires de stationnement ;
- des hangars ;
- une station d’avitaillement en carburant (100LL)[2].

## Activités
- Aéroclub Les ailes tourangelles
- Hélicoptères jet systems